# Болнице у Републици Српској
Болнице у Републици Српској су јавне здравствене установе секундарног нивоа здравствене заштите у које се упућују и примају на лечење оболели и повређени грађани ради испитивања и лечења методом сложеније дијагностике и лечења, који не могу бити збринута на нивоу примарне здравствене заштите, изузев хитних случајева који се директно упућују у болницу.
Укупан број кревета у болничко-стационарним установама у Републици Српској у 2018. години износио је 4.820 постеља, односно 4,20 постеља на 1.000 становника. Стационарна здравствена заштита обавља се у домовима здравља у Прњавору и Дервенти (27 постеља).

## Врсте болница
Према својим карактеристикама болнице у Републици Српској су организоване као општа и специјалне.

### Опште болнице
У складу са Одлуком о плану мреже здравствених установа у Републици Српској, опште болнице су:
ЈЗУ Болница Приједор  —  капацитета 377 постеља (2018), намењена је за територију општина – Приједор, Оштра Лука, Крупа на Уни, Нови Град, Костајница и Козарска Дубица – део који гравитира Приједору
ЈЗУ Болница Градишка —  капацитета200 постеља (2018), намењена је за територије општина – Градишка, Србац и Козарска Дубица – део који гравитира Градишци
ЈЗУ Болница "Свети апостол Лука" Добој — капацитета 416 постеља (2018), намењена је за територију општина – Добој, Петрово, Теслић, Дервента, Брод, Модрича, Шамац, Вукосавље и Пелагићево
ЈЗУ Болница "Свети врачеви" Бијељина — капацитета 269 постеља (2018), намењена је  за територију општина – Бијељина, Угљевик и Лопаре
ЈЗУ Болница Зворник  — капацитета 208 постеља (2018), намењена је  за територију општина – Зворник, Братунац, Милићи, Сребреница са Скеланима, Власеница, Осмаци и Шековићи.
ЈЗУ Болница Требиње — капацитета 168 постеља (2018), намењена је  за територију општина – Требиње, Билећа, Гацко, Источни Мостар, Берковићи и Љубиње
ЈЗУ Болница Невесиње — капацитета 48 постеља (2018), намењена је за територију општина – Невесиње
ЈЗУ Болница Источно Сарајево — капацитета 260 постеља (2018), намењена је за територију општина Источно Сарајево

### Специјалне болнице

#### Специјализоване болнице за рехабилитацију
ЈЗУ Болница за физикалну медицину и рехабилитацију "Мљечаница" Козарска Дубица — капацитета 147 постеља (2018), је специјализована болница која у лечењу користи: лековиту сулфатно-сулфидну воду (која се за лечење користи више од 5.000 година). савремене терапијске процедуре и атрактивна природне факторе на обронцима Козаре.
ЈЗУ Завод за физикалну медицину и рехабилитацију „Др Мирослав Зотовић“ Бања Лука — капацитета 834 постеља (2018), је специјализоване здравствене установе за рехабилитацију.

### Психијатријске болнице
ЈЗУ Завод за форензичку психијатрију Соколац — капацитета 200 постеља (2018), која је започела свој рад 1958. године као специјализована установа за збрињавање хронично душевно обољелих лица. Од 1993. болница ради у склопу Клиничког центра Источно Сарајево, а од, 1998. године ушла је у концепт и програм мреже заштите менталног здравља у заједници. Данас, је болница савремена здравствена установа секундарног нивоа, која се бави лечењем, рехабилитацијом и ресоцијализацијом пацијената са акутном и хроничном психијатријском патологијом.
ЈЗУ Болница за хроничну психијатрију Модрича — капацитета 285 постеља (2018), је специјализована установа која пружа услуге хроничним психијатријским пацијентима који пате од шизофреније и других психоза. Она се бави дијагнозом, лечењем, негом и психосоцијалном рехабилитацијом. Услугама ове болнице код пацијената се побољшава психофизичког здравственог стања  и социјално функционисање и подижу радне и професионалне вештине. Посебна активност је социјална брига, заштита и заговарање права пацијената.  Организовањем свакодневних активности, рекреације и културно-забавних садржаја у болници се побољшава  квалитет живота пацијената, како би се они припремили за повратак и укључивање у живот у породици и заједници.

#### Универзитетске болнице
ЈЗУ Универзитетска болница Фоча  — капацитета 220 постеља (2018), је терцијална здравствена установа која покрива источни део Републике Српске здравственом заштитом. Године1993. болница је  трансформисан у Универзитетску болницу и наставна база новооснованог Медицинског факултета Универзитета Источно Сарајево.  
ЈЗУ Универзитетски клинички центар Републике Српске — капацитета 1.191 постеља (2018), је највећа и најзначајнија   јавна здравствена установа у Републици Српској. Основна делатност Универзитетског клиничког центра је болничко лечење (пријем, дијагностика и збрињавање) пацијената на нивоу секундарне и терцијарне здравствене заштите. У свом саставу има 21 клинику, 6 завода и 10 служби. Универзитетски клинички центар Републике Српске је и референтна здравствена установа на нивоу Републике Српске за делатности које обавља и научна база за Медицински факултет и Медицинску школу, са тенденцијом да постане и регионални центар за западни део БиХ.